# Роббі Колтрейн
Роббі Колтрейн (англ. Robbie Coltrane; нар. 30 березня 1950, Ратерглен, Південний Ланаркшир, Шотландія — 14 жовтня 2022) — британський (шотландський) актор.
Колтрейн був, серед іншого, відомий своєю роллю Рубеуса Геґріда у фільмах про Гаррі Поттера. Його великий прорив стався у телесеріалі Cracker.

## Особисте життя
Колтрейн офіційно одружився з Роною Геммелл 11 грудня 1999 року. У пари було двоє дітей: син Спенсер (нар. 1992) і донька Еліс (нар. 1998). Колтрейн і Геммелл розлучились у 2003 році.
У актора був остеоартрит. З 2016 року він з'являвся на подіях шкутильгаючи, потім з палицею і згодом на інвалідному візку. Колтрейн розповів, що його цілодобово турбував сильний біль у колінах протягом кількох років і що хвороба руйнувала його суглоби.. У 2020 році він переніс операцію на коліні, яка суттєво покращила його самопочуття..
Також в Колтрейна були проблеми з алкоголем. В одному з інтерв'ю він розповів: «Випивка — це моя гибель. Я можу випити галон пива і не відчувати себе навіть трохи п'яним». Особливо гострою ця проблема була у 80-ті роки. Згодом, проблеми з алкоголем, депресією та набором ваги знову виникли після розриву з дружиною (тоді актор звернувся за допомогою фахівців).

## Фільмографія
- 1980 — Прямий репортаж про смерть / La Mort en direct
- 1985 — Європейські канікули / National Lampoon's European Vacation
- 1986 — Караваджо / Caravaggio
- 1990 — Черниці-втікачки / Nuns on the Run
- 1993 — Пригоди Гека Фінна / The Adventures of Huck Finn
- 1995 — Золоте око / GoldenEye
- 1999 — І цілого світу замало / The World Is Not Enough
- 2001 — Гаррі Поттер і філософський камінь / Harry Potter and the Philosopher's Stone(Sorcerer's Stone)
- 2001 — Із пекла / From Hell
- 2002 — Гаррі Поттер і таємна кімната / Harry Potter and the Chamber of Sercets
- 2004 — Дванадцять друзів Оушена / Ocean's Twelve
- 2004 — Гаррі Поттер і в'язень Азкабану / Harry Potter and the Prisoner of Azkaban
- 2004 — Ван Хелсінг / Van Helsing
- 2005 — Гаррі Поттер і келих вогню / Harry Potter and the Goblet of Fire
- 2007 — Гаррі Поттер і Орден Фенікса / Harry Potter and the Order of the Phoenix
- 2009 — Гаррі Поттер і напівкровний Принц / Harry Potter and the Half-Blood Prince
- 2010 — Гаррі Поттер і смертельні реліквії: частина 1 / Harry Potter and the Deathly Hallows: Part 1
- 2011 — Гаррі Поттер і смертельні реліквії: частина 2 / Harry Potter and the Deathly Hallows: Part 2
- 2012 — Великі сподівання / Great Expectations